# Eurocopa 1984
La Eurocopa de fútbol de 1984 tuvo lugar en Francia entre el 12 de junio y el 27 de junio de 1984. Fue la VII edición del torneo.
Por entonces solo ocho selecciones podían disputar la fase final. Siete países se tuvieron que clasificar para la misma, ya que Francia lo estaba automáticamente por ser el anfitrión del torneo. El campeón fue Francia, y gracias al título obtenido jugaría la Copa Artemio Franchi 1985 en donde se enfrentaría a Uruguay, campeón de la Copa América 1983.

## Sedes
| Paris                                                     | Marseille                                                 | Lyon                    |
| --------------------------------------------------------- | --------------------------------------------------------- | ----------------------- |
| Parc des Princes                                          | Stade Vélodrome                                           | Stade de Gerland        |
| Capacidad: 48,360                                         | Capacidad: 55,000                                         | Capacidad: 51,860       |
|                                                           |                                                           |                         |
| Paris Marseille Lyon Saint-Étienne Lens Nantes Strasbourg | Paris Marseille Lyon Saint-Étienne Lens Nantes Strasbourg | Saint-Étienne           |
| Paris Marseille Lyon Saint-Étienne Lens Nantes Strasbourg | Paris Marseille Lyon Saint-Étienne Lens Nantes Strasbourg | Stade Geoffroy-Guichard |
| Paris Marseille Lyon Saint-Étienne Lens Nantes Strasbourg | Paris Marseille Lyon Saint-Étienne Lens Nantes Strasbourg | Capacidad: 48,274       |
| Paris Marseille Lyon Saint-Étienne Lens Nantes Strasbourg | Paris Marseille Lyon Saint-Étienne Lens Nantes Strasbourg |                         |
| Lens                                                      | Nantes                                                    | Strasbourg              |
| Stade Félix-Bollaert                                      | Stade de la Beaujoire                                     | Stade de la Meinau      |
| Capacidad: 49,000                                         | Capacidad: 52,923                                         | Capacidad: 42,756       |
|                                                           |                                                           |                         |

## Equipos participantes
En cursiva los países debutantes en la competición.
| Equipos participantes | Equipos participantes | Equipos participantes | Equipos participantes |
| --------------------- | --------------------- | --------------------- | --------------------- |
| Alemania Federal      | Dinamarca             | Francia               | Rumania               |
| Bélgica               | España                | Portugal              | Yugoslavia            |

## Resultados
- Las horas indicadas en los partidos corresponden al huso horario local de Francia: Horario de verano de Europa occidental – CEST: (UTC+2).

### Fase de grupos
– Clasificado para las semifinales.

#### Grupo A
| Selección  | Pts | PJ | PG | PE | PP | GF | GC | Dif |
| ---------- | --- | -- | -- | -- | -- | -- | -- | --- |
| Francia    | 6   | 3  | 3  | 0  | 0  | 9  | 2  | 7   |
| Dinamarca  | 4   | 3  | 2  | 0  | 1  | 8  | 3  | 5   |
| Bélgica    | 2   | 3  | 1  | 0  | 2  | 4  | 8  | −4  |
| Yugoslavia | 0   | 3  | 0  | 0  | 3  | 2  | 10 | −8  |

| 12 de junio de 1984, 20:30                | Francia     | 1:0 (0:0) | Dinamarca | Parc des Princes, París                                 |                                                         |
|                                           | Platini 78' |           |           | Asistencia: 47 570 espectadores Árbitro(s): Volker Roth | Asistencia: 47 570 espectadores Árbitro(s): Volker Roth |
| Primera victoria de Francia por Eurocopa. |             |           |           |                                                         |                                                         |

| 13 de junio de 1984, 20:30 | Bélgica                    | 2:0 (2:0) | Yugoslavia | Stade Félix Bollaert, Lens                                   |                                                              |
|                            | Vandenbergh 28' · Grün 45' |           |            | Asistencia: 40 000 espectadores Árbitro(s): Erik Fredriksson | Asistencia: 40 000 espectadores Árbitro(s): Erik Fredriksson |

| 16 de junio de 1984, 17:15 | Francia                                                        | 5:0 (3:0) | Bélgica | Stade de la Beaujoire, Nantes                             |                                                           |
|                            | Platini 4', 74', 89' (pen.) · Giresse 33' · Luis Fernández 43' |           |         | Asistencia: 51 359 espectadores Árbitro(s): Bob Valentine | Asistencia: 51 359 espectadores Árbitro(s): Bob Valentine |

| 16 de junio de 1984, 20:30                  | Dinamarca                                                    | 5:0 (2:0) | Yugoslavia | Stade Gerland, Lyon                                               |                                                                   |
|                                             | Arnesen 8', 69' · Berggreen 16' · Elkjær 82' · Lauridsen 84' |           |            | Asistencia: 34 745 espectadores Árbitro(s): Augusto Lamo Castillo | Asistencia: 34 745 espectadores Árbitro(s): Augusto Lamo Castillo |
| Primera victoria de Dinamarca por Eurocopa. |                                                              |           |            |                                                                   |                                                                   |

| 19 de junio de 1984, 20:30 | Francia               | 3:2 (0:1) | Yugoslavia                        | Stade Geoffroy-Guichard, Saint-Étienne                  |                                                         |
| | Platini 59', 62', 77' |           | Sestic 32' · Stojković 84' (pen.) | Asistencia: 45 789 espectadores Árbitro(s): André Daina | Asistencia: 45 789 espectadores Árbitro(s): André Daina |
| Primera y única eliminación de Yugoslavia en la primera fase de una Eurocopa. Último partido de la República Federativa Socialista de Yugoslavia por Eurocopas antes de su disolución. |                       |           |                                   |                                                         |                                                         |

| 19 de junio de 1984, 20:15                                         | Dinamarca                                    | 3:2 (1:2) | Bélgica                         | Stade de la Meinau, Estrasburgo                          |                                                          |
|                                                                    | Arnesen 41' (pen.) · Brylle 60' · Elkjær 84' |           | Ceulemans 26' · Vercauteren 39' | Asistencia: 36 911 espectadores Árbitro(s): Adolf Prokop | Asistencia: 36 911 espectadores Árbitro(s): Adolf Prokop |
| Primera eliminación de Bélgica en la primera fase de una Eurocopa. |                                              |           |                                 |                                                          |                                                          |

#### Grupo B
| Selección        | Pts | PJ | PG | PE | PP | GF | GC | Dif |
| ---------------- | --- | -- | -- | -- | -- | -- | -- | --- |
| España           | 4   | 3  | 1  | 2  | 0  | 3  | 2  | 1   |
| Portugal         | 4   | 3  | 1  | 2  | 0  | 2  | 1  | 1   |
| Alemania Federal | 3   | 3  | 1  | 1  | 1  | 2  | 2  | 0   |
| Rumania          | 1   | 3  | 0  | 1  | 2  | 2  | 4  | −2  |

| 14 de junio de 1984, 17:15                  | Alemania Federal | 0:0 | Portugal | Stade de la Meinau, Estrasburgo                             |  |
|                                             |                  |     |          | Asistencia: 47 950 espectadores Árbitro(s): Romualdas Juška |  |
| Debut absoluto de Portugal en una Eurocopa. |                  |     |          |                                                             |  |

| 14 de junio de 1984, 20:30                                                                                     | Rumania    | 1:1 (1:1) | España              | Stade Geoffroy-Guichard, Saint-Étienne                    |                                                           |
| | Bölöni 35' |           | Carrasco 22' (pen.) | Asistencia: 17 012 espectadores Árbitro(s): Alexis Ponnet | Asistencia: 17 012 espectadores Árbitro(s): Alexis Ponnet |
| Debut absoluto de Rumania en una Eurocopa; además, Laszlo Bölöni marcó el primer gol rumano en la competición. |            |           |                     |                                                           |                                                           |

| 17 de junio de 1984, 17:15 | Alemania Federal        | 2:1 (1:0) | Rumania   | Stade Félix Bollaert, Lens                             |                                                        |
|                            | Völler 25' · Völler 66' |           | Coras 46' | Asistencia: 31 803 espectadores Árbitro(s): Jan Keizer | Asistencia: 31 803 espectadores Árbitro(s): Jan Keizer |

| 17 de junio de 1984, 20:30                                     | Portugal  | 1:1 (0:0) | España         | Stade Vélodrome, Marsella                                  |                                                            |
|                                                                | Sousa 52' |           | Santillana 73' | Asistencia: 30 000 espectadores Árbitro(s): Michel Vautrot | Asistencia: 30 000 espectadores Árbitro(s): Michel Vautrot |
| António Sousa marcó el primer gol de Portugal en una Eurocopa. |           |           |                |                                                            |                                                            |

| 20 de junio de 1984, 20:30                                                          | Alemania Federal | 0:1 (0:0) | España     | Parc des Princes, París                                      |                                                              |
|                                                                                     |                  |           | Maceda 90' | Asistencia: 47 691 espectadores Árbitro(s): Vojtech Christov | Asistencia: 47 691 espectadores Árbitro(s): Vojtech Christov |
| Primera y única eliminación de Alemania Federal en la primera fase de una Eurocopa. |                  |           |            |                                                              |                                                              |

| 20 de junio de 1984, 20:30                                                                                              | Portugal | 1:0 (0:0) | Rumania | Stade de la Beaujoire, Nantes                             |                                                           |
| | Nené 81' |           |         | Asistencia: 24 266 espectadores Árbitro(s): Heinz Fahnler | Asistencia: 24 266 espectadores Árbitro(s): Heinz Fahnler |
| Primera victoria de Portugal en una Eurocopa; además, es su primera clasificación a una segunda fase de la competición. |          |           |         |                                                           |                                                           |

### Fase de eliminación
|  | Semifinales            | Semifinales |                     |       | Final | Final |
|  |                        |             |                     |       |       |       |
|  | 23 de junio – Marsella |             |                     |       |       |       |
|  |                        |             |                     |       |       |       |
|  | Francia (t.s.)         | 3           |                     |       |       |       |
|  | Francia (t.s.)         | 3           | 27 de junio – París |       |       |       |
|  | Portugal               | 2           |                     |       |       |       |
|  | Portugal               | 2           | Francia             | 2     |       |       |
|  | 24 de junio – Lyon     |             | Francia             | 2     |       |       |
|  |                        | España      | 0                   |       |       |       |
|  | Dinamarca              | España      | 0                   | 1 (4) |       |       |
|  | Dinamarca              |             |                     | 1 (4) |       |       |
|  | España (p.)            | 1 (5)       |                     |       |       |       |
|  | España (p.)            | 1 (5)       |                     |       |       |       |

#### Semifinales
| 23 de junio de 1984, 20:00                                   | Francia                           | 3:2 (1:1, 1:0) (t. s.)(2:1 t. s.) | Portugal        | Stade Vélodrome, Marsella                                 |                                                           |
|                                                              | Domergue 24', 114' · Platini 119' |                                   | Jordão 74', 98' | Asistencia: 54 848 espectadores Árbitro(s): Paolo Bergamo | Asistencia: 54 848 espectadores Árbitro(s): Paolo Bergamo |
| Primera clasificación de Francia a la final de una Eurocopa. |                                   |                                   |                 |                                                           |                                                           |

| 24 de junio de 1984, 20:00 | Dinamarca                                    | 1:1 (1:1, 1:0) (t. s.)(0:0 t. s.)(4:5 p.) | España                                           | Stade Gerland, Lyon                                         |                                                             |
|                            | Lerby 7'                                     |                                           | Maceda 67'                                       | Asistencia: 47 483 espectadores Árbitro(s): George Courtney | Asistencia: 47 483 espectadores Árbitro(s): George Courtney |
|                            |                                              | Tiros desde el punto penal                |                                                  |                                                             |                                                             |
|                            | Brylle · Olsen · M. Laudrup · Lerby · Elkjær |                                           | Santillana · Señor · Urquiaga · Víctor · Sarabia |                                                             |                                                             |

#### Final
| 27 de junio de 1984, 20:00 | Francia                   | 2:0 (0:0) | España | Parc des Princes, París                                      |                                                              |
|                            | Platini 58' · Bellone 90' |           |        | Asistencia: 47 368 espectadores Árbitro(s): Vojtech Christov | Asistencia: 47 368 espectadores Árbitro(s): Vojtech Christov |

| 1          | POR        | Joël Bats              |     |
| 5          | DEF        | Patrick Battiston      | 72' |
| 4          | DEF        | Maxime Bossis          |     |
| 15         | DEF        | Yvon Le Roux           |     |
| 3          | DEF        | Jean-François Domergue |     |
| 12         | MED        | Alain Giresse          |     |
| 14         | MED        | Jean Tigana            |     |
| 6          | MED        | Luis Fernández         |     |
| 10         | MED        | Michel Platini         |     |
| 17         | DEL        | Bernard Lacombe        | 80' |
| 11         | DEL        | Bruno Bellone          |     |
| Entrenador | Entrenador | Michel Hidalgo         |     |

| 1          | POR        | Luis Miguel Arconada |     |
| 14         | DEF        | Julio Alberto        | 77' |
| 2          | DEF        | Santiago Urquiaga    |     |
| 3          | DEF        | José Antonio Camacho |     |
| 12         | DEF        | Salvador García      | 85' |
| 7          | MED        | Juan Señor           |     |
| 8          | MED        | Víctor Muñoz         |     |
| 10         | MED        | Ricardo Gallego      |     |
| 16         | MED        | Francisco López      |     |
| 9          | DEL        | Santillana           |     |
| 11         | DEL        | Lobo Carrasco        |     |
| Entrenador | Entrenador | Miguel Muñoz         |     |

| 12 | DEF | Manuel Amorós    | 72' |
| 13 | DEL | Bernard Genghini | 80' |

| 12 | DEL | Manuel Sarabia    | 77' |
| 13 | MED | Roberto Fernández | 85' |

| Anotado | 57' | Michel Platini | 1:0 |
| Anotado | 90' | Bruno Bellone  | 2:0 |

|  |

| Amonestado | 54' | Le Roux |

| Amonestado | 26' | Ricardo Gallego   |
| Amonestado | 29' | Lobo Carrasco     |
| Amonestado | 30' | Roberto Fernández |

| Otorgado · Otorgado otra vez · Expulsado | 85' | Le Roux |

|  |  |  |

| Árbitro | Vojtech Christov |

| 1          | POR        | Joël Bats              |     |
| 5          | DEF        | Patrick Battiston      | 72' |
| 4          | DEF        | Maxime Bossis          |     |
| 15         | DEF        | Yvon Le Roux           |     |
| 3          | DEF        | Jean-François Domergue |     |
| 12         | MED        | Alain Giresse          |     |
| 14         | MED        | Jean Tigana            |     |
| 6          | MED        | Luis Fernández         |     |
| 10         | MED        | Michel Platini         |     |
| 17         | DEL        | Bernard Lacombe        | 80' |
| 11         | DEL        | Bruno Bellone          |     |
| Entrenador | Entrenador | Michel Hidalgo         |     |

| 1          | POR        | Luis Miguel Arconada |     |
| 14         | DEF        | Julio Alberto        | 77' |
| 2          | DEF        | Santiago Urquiaga    |     |
| 3          | DEF        | José Antonio Camacho |     |
| 12         | DEF        | Salvador García      | 85' |
| 7          | MED        | Juan Señor           |     |
| 8          | MED        | Víctor Muñoz         |     |
| 10         | MED        | Ricardo Gallego      |     |
| 16         | MED        | Francisco López      |     |
| 9          | DEL        | Santillana           |     |
| 11         | DEL        | Lobo Carrasco        |     |
| Entrenador | Entrenador | Miguel Muñoz         |     |

| 12 | DEF | Manuel Amorós    | 72' |
| 13 | DEL | Bernard Genghini | 80' |

| 12 | DEL | Manuel Sarabia    | 77' |
| 13 | MED | Roberto Fernández | 85' |

| Anotado | 57' | Michel Platini | 1:0 |
| Anotado | 90' | Bruno Bellone  | 2:0 |

|  |

| Amonestado | 54' | Le Roux |

| Amonestado | 26' | Ricardo Gallego   |
| Amonestado | 29' | Lobo Carrasco     |
| Amonestado | 30' | Roberto Fernández |

| Otorgado · Otorgado otra vez · Expulsado | 85' | Le Roux |

|  |  |  |

| Árbitro | Vojtech Christov |

|                    |
| Bandera de Francia |
| Campeón Francia    |
| 1.er título        |

## Estadísticas

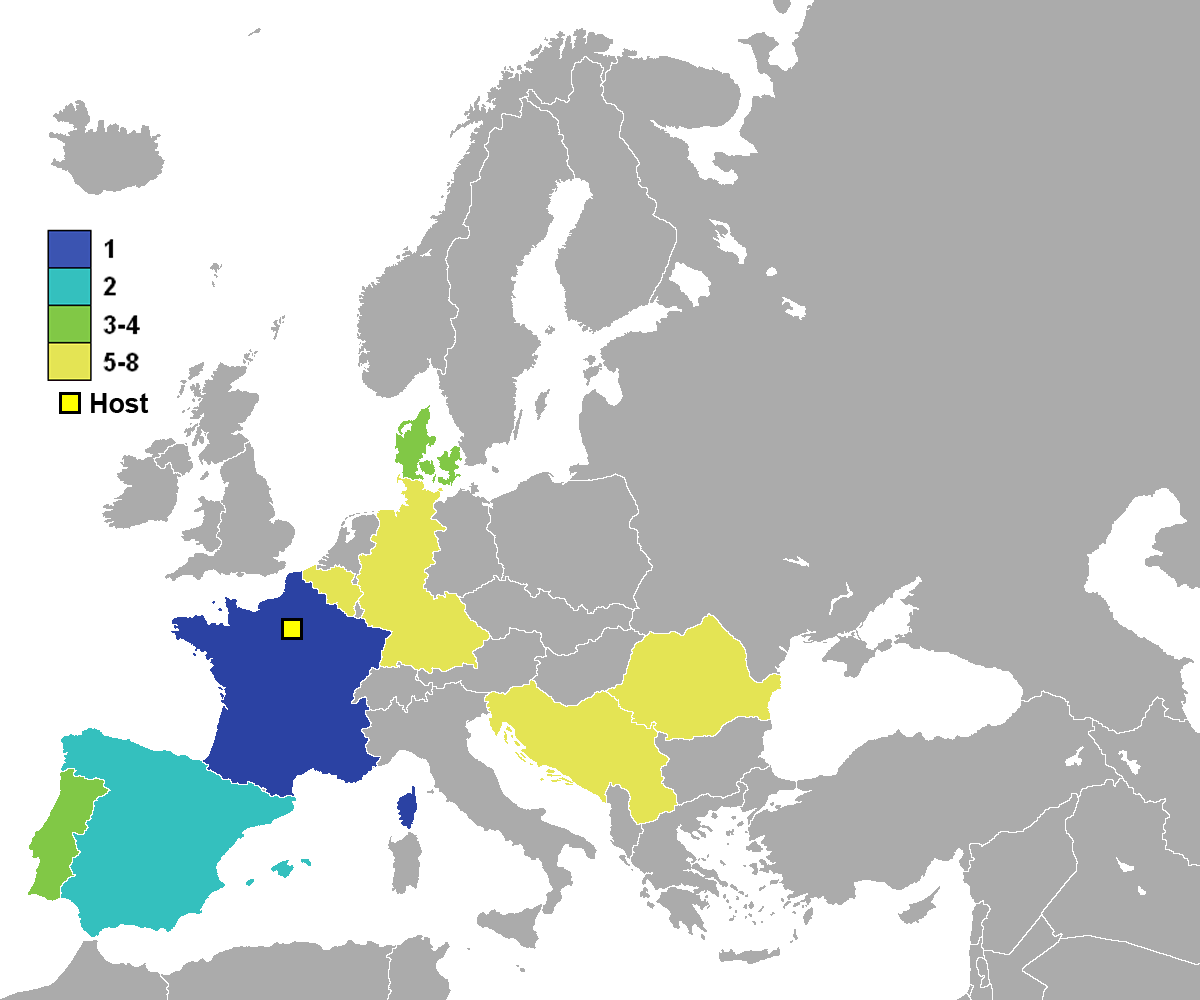
Mapa según los resultados de la Euro 1984.

### Clasificación general
Nota: las tablas de rendimiento no reflejan la clasificación final de los equipos, sino que muestran el rendimiento de los mismos atendiendo a la ronda final alcanzada.
| Pos. | Selección        | Pts | PJ | PG | PE | PP | GF | GC | Dif. | Rend.  |
| ---- | ---------------- | --- | -- | -- | -- | -- | -- | -- | ---- | ------ |
| 1    | Francia          | 10  | 5  | 5  | 0  | 0  | 14 | 4  | 10   | 100%   |
| 2    | España           | 5   | 5  | 1  | 3  | 1  | 4  | 5  | −1   | 50%    |
| 3    | Dinamarca        | 5   | 4  | 2  | 1  | 1  | 9  | 4  | 5    | 62.5%  |
| 4    | Portugal         | 4   | 4  | 1  | 2  | 1  | 4  | 4  | 0    | 50%    |
| 5    | Alemania Federal | 3   | 3  | 1  | 1  | 1  | 2  | 2  | 0    | 50%    |
| 6    | Bélgica          | 2   | 3  | 1  | 0  | 2  | 4  | 8  | −4   | 33.33% |
| 7    | Rumania          | 1   | 3  | 0  | 1  | 2  | 2  | 4  | −2   | 16.67% |
| 8    | Yugoslavia       | 0   | 3  | 0  | 0  | 3  | 2  | 10 | −8   | 0%     |

## Goleadores
9 goles
- Michel Platini

3 goles
- Frank Arnesen

2 goles
- Preben Elkjær
- Jean-François Domergue
- Rui Jordão
- Antonio Maceda
- Rudi Völler

1 gol
- Jan Ceulemans
- Georges Grün
- Erwin Vandenbergh
- Franky Vercauteren
- Klaus Berggreen
- Kenneth Brylle
- John Lauridsen
- Søren Lerby
- Bruno Bellone
- Luis Fernández
- Alain Giresse
- Nené
- António Sousa
- László Bölöni
- Marcel Coraș
- Lobo Carrasco
- Santillana
- Miloš Šestić
- Dragan Stojković

## Equipo Ideal
Equipo ideal del torneo:
| Guardameta        | Defensas                                                 | Centrocampistas                                                         | Delantero   |
| ----------------- | -------------------------------------------------------- | ----------------------------------------------------------------------- | ----------- |
| Harald Schumacher | Morten Olsen João Pinto Andreas Brehme Karlheinz Förster | Frank Arnesen Alain Giresse Michel Platini Jean Tigana Fernando Chalana | Rudi Völler |

## Símbolos

### Mascota
Francia presentó a Péno, una mascota con forma de gallo, que es un símbolo nacional francés. Péno vestía el uniforme tricolor de la selección francesa y su nombre es un juego de palabras con “penal”, reflejando la conexión entre el fútbol y la cultura francesa.

### Balón oficial
El Adidas Tango. El segundo de los nuevos diseños de Tango usado para una EURO. También se utilizó en la Copa Mundial de la FIFA de 1978; Euro 1980 y Euro 1988 El primer balón que no era de cuero, con un nuevo material y un sistema de capas mejorado para aumentar su amortiguación. Este fue el primer balón oficial que incorporó un diseño personalizado de la EURO para el torneo. La serigrafía del balón estaba en rojo. Una de las variaciones fue el Tango Madrid, balón oficial de la Primera división 1984-85.

## Filmografía
- Deportes TVE (20/06/1984), «Gol clasificatorio de Maceda RFA–ESP, Primera fase Eurocopa 1984» en rtve.es
- Deportes TVE (24/06/1984), «Resumen DEN–ESP, Semifinal Eurocopa 1984» en rtve.es
- Deportes TVE (27/06/1984), «Resumen FRA–ESP, Final Eurocopa 1984» en rtve.es